# Gombak
Le Gombak (en malais : Sungai Gombak) est une rivière de Malaisie situé dans la péninsule Malaise. C'est l'un des principaux affluents du fleuve Kelang, dans lequel il jette après avoir traversé durant 27 km l'État de Selangor pour arroser la capitale fédérale Kuala Lumpur.